# 费氏掌突蟾
费氏掌突蟾（学名：Leptobrachella feii），一种分布于中华人民共和国云南省东南部地区的两栖动物，隶属于角蟾科掌突蟾属。种加词取自中国科学院成都生物研究所教授费梁的姓氏，以感谢其对角蟾科研究的贡献。

## 形态特征
费氏掌突蟾体型较小，雄蟾体长21.51～22.75毫米，雌蟾体长25.67毫米左右。身体背部呈黄褐色，散布着小疣粒和不规则的棱；身体腹面为乳白色，散布黑色斑点；虹膜上半部分为金黄色，下半部分为银白色。

## 保护
本种于2023年被收录入《有重要生态、科学、社会价值的陆生野生动物名录》。